# Silje Bolseth
Silje Bolseth er en norsk håndboldspiller. Hun spillede 16 kampe for Norges håndboldlandshold fra 1996 til 1997. Hun deltog i EM 1996, hvor det norske hold kom på en andenplads.